# Omocestus alluaudi
Omocestus alluaudi är en insektsart som beskrevs av Boris Petrovich Uvarov 1927. Omocestus alluaudi ingår i släktet Omocestus och familjen gräshoppor. Inga underarter finns listade i Catalogue of Life.